# Кушелев-Безбородко, Александр Григорьевич
Граф Алекса́ндр Григо́рьевич Кушелев-Безборо́дко (4 сентября 1800, Санкт-Петербург — 6 апреля 1855, Санкт-Петербург) — меценат, государственный деятель, почётный член Петербургской Академии наук. Директор департамента Государственного казначейства (с 29 июля 1837 по 16 января 1844), Государственный контролёр России (с 13 марта 1854 по 6 апреля 1855), член Государственного Совета (с 27 марта 1855).

## История жизни
Александр Григорьевич Кушелев-Безбородко — старший сын от второго брака графа Григория Кушелева (старшего) (и супруги его, Любови Ильиничны, рождённой графини Безбородко.
После смерти графа Ильи Безбородко Высочайшим указом повелено графу А. Г. Кушелеву

«…въ уваженіе къ отличному служенію покойнаго князя Безбородко, на пользу и славу отечества всю жизнь посвятившему, именоваться впредь графомъ Кушелевымъ-Безбородко, дабы знаменитая заслугами фамилія сія съ кончиною послҍдняго в родҍ не угасла, но паки обновясь, пребыла навсегда въ незабвенной памяти россійскаго дворянства..»
Детские годы свои гр. А. Г. Кушелев-Безбородко провел на попечении своей тетки княгини К. И. Лобановой-Ростовской, в доставшемся ей пригородном имении (знаменитая Дача Безбородко) княгини Безбородко, Полюстрово; княгиня отличалась большой домовитостью, любовью к порядку и хозяйству — и умела до известной степени привить такие же вкусы и племяннику.
В 1813 г. он был отдан в приготовительный пансион при Царскосельском лицее; окончив в нём курс в 1816 г., граф Кушелев выдержал при педагогическом институте экзамен на право получения чинов, а в июле того же года получил в Московском университете, по экзамену, степень доктора этико-политических наук; утверждённый, по этой степени, в чине коллежского асессора, молодой граф в начале 1817 г. был определен в ведомство Коллегии иностранных дел. Отец его выхлопотал ему поручение за границу, отвезти депеши в Вюртемберг, а затем состоять при канцелярии императора в Ахене на время собиравшегося там конгресса. С этим служебным поручением соединялся план и путешествия за границей для завершения образования.
Гр. А. Г. Кушелев-Безбородко выехал из Петербурга 8 августа 1818; проездом в Дерпте он осматривал университетские учреждения, познакомился с Парротом, Моргенштерном, затем через Кенигсберг прибыл в Берлин, где тоже осматривал университет. Во время поездки этой молодой граф поддерживал деятельную переписку с отцом, который давал ему разные советы и высказывал удовольствие по поводу того, что сын обнаруживал серьёзные интересы и знакомился с учёными людьми. Но впоследствии старому графу уже не так нравилось, что сын его менее интересуется успехами по службе, чем учеными занятиями или искусствами; в письмах за 1820—1826 гг. отец нередко выражал неудовольствие, что сын его не продвигается по службе так быстро, как это казалось ему естественным по воспоминаниям о временах его молодости, а также и за то, что при разделе с тетушкой он предпочел получить картинную галерею, а не взял доходного имения.
В Ахене молодого графа отлично принял Каподистрия и дал ему поручение: «сочинить сравнение политики нынешних времен с прежней, а в особенности следствий и правил, произведенных Вестфальским миром, с духом и следствиями Венского конгресса и мира Парижского». Из Ахена гр. А. Г. Кушелев-Безбородко приехал в Париж, отчасти имея в виду заняться указанной гр. Каподистрией темой, отчасти привлекаемый желанием осмотреть достопримечательности Парижа, познакомиться в нём с умственной жизнью и деятельностью. Посещение камер, судов, лекций, обозрение учебных заведений, покупка книг — вот что преимущественно занимало его в Париже, где провел он время с конца 1818 г. до конца апреля 1819 г. Отложив первоначальное намерение своё ехать в Англию, гр. Кушелев-Безбородко поехал в Россию через Швейцарию, Италию и Австрию.
В Женеве он познакомился с Дюпоном[кто?], Бонстедтом[кто?], в Ивердене посетил Песталоцци и подробно ознакомился с его учебным заведением, в Болонье познакомился с Меццофанти и читал ему отрывки из Державина и Озерова, которых Меццофанти ещё не знал; 22 августа 1819 гр. А. Г. Кушелев прибыл к отцу, в его имение Краснопольцы, Псковской губернии, а 4 сентября приехал в Петербург.
Его призывало сюда дело, которое интересовало его и за все время пребывания его за границей: с 1805 г. шло дело об устройстве в Нежине гимназии высших наук, для которой гр. И. А. Безбородко назначил большие средства, частью во исполнение воли своего покойного брата, князя A. A. Безбородко, частью по собственному желанию. Ko времени смерти гр. И. А. Безбородко гимназия ещё не была открыта, не было ещё окончательно выработано и утверждено и положение о ней; заботы обо всем этом лежали на гр. А. Г. Кушелеве-Безбородко; для своей будущей гимназии он приобретал книги за границей, имея в виду устройство её, знакомился и с разными учебными учреждениями.
Теперь, возвратившись в Петербург, он стал усиленно хлопотать, преимущественно через графа В. П. Кочубея, который приходился ему двоюродным дядей, чтобы делу был дан скорейший ход. Наконец, 19 апреля 1820 последовал Высочайший рескрипт, учреждавший в Нежине высшее учебное заведение под именем Гимназии высших наук; сам граф А. Г. Кушелев-Безбородко был при этом назначен его попечителем с тем, что попечительство переходит после него к старшему в роде Кушелевых-Безбородко; устав нового учебного заведения ещё не был готов, но благодаря настояниям графа разрешено было начать в этом заведений занятия — они и начаты были 4 сентября 1820 в личном присутствии графа. Гр. А. Г. Кушелев-Безбородко постоянно с большим интересом и вниманием следил за дальнейшей деятельностью этого заведения и неоднократно делал ему пожертвования.
7 октября 1832 последовало преобразование гимназии в лицей, сравненный по правам образования с университетами. Ko дню 25-летия этого учебного заведения граф подарил ему 175 картин разных школ, с тем, чтобы они были размещены в разных комнатах лицея и служили бы для развития изящного вкуса воспитанников. В 1820 г. гр. А. Г. Кушелев-Безбородко был пожалован в камергеры; 1826 г. сделан членом главного правления училищ; в 1830 г. избран в почетные члены Академии Наук; в 1834 г. назначен управляющим Государственным заемным банком, в 1837 г. — директором департамента государственного казначейства, в 1844 г. — сенатором, в 1847 г.; — почётным опекуном, с 13 марта 1854 по 6 апреля 1855 года занимал высшую должность в своей жизни — Государственного контролёра России. Умер от сильного расстройства нерв в апреле 1855 года, похоронен в Свято-Духовской церкви Александро-Невской Лавры.
Граф Александр Григорьевич Кушелев-Безбородко постоянно следил за всем, что появлялось замечательного в области наук и литературы.

## Семья
Жена (с 30 января 1829 года) — княжна Александра Николаевна Репнина-Волконская (05.03.1805—09.10.1836), дочь князя Н. Г. Репнина-Волконского и В. А. Разумовской. Родилась в Петербурге, крещена 10 марта 1805 года в церкви Захария и Елизаветы при придворной больнице при восприемстве В. С. Томара и Н. К. Загряжской. Будучи фрейлина двора, вышла замуж  за Кушелева. Венчались в Петербурге в церкви Двенадцати апостолов при Почтовом департаменте, поручителями по жениху были граф В. П. Кочубей и М. Сперанский; по невесте ее отец князь Репнин. Скончалась в Петербурге от горячки, похоронена в Александро-Невской Лавре. В браке имела пятерых детей:
- Варвара Александровна (21.12.1829[10]—1896), крещена 3 февраля 1830 года в Сергиевском соборе при восприемстве Николая I и бабушки В. А. Репниной-Волконской; с 1851 года была замужем за П. А. Кочубеем (1825—1892), председателем Русского технического общества .
- Александра Александровна (24.11.1830[10]—04.01.1833), крещена 28 декабря 1830 года в Сергиевском соборе при восприемстве графа Г. Г. Кушелева, князя П. М. Волконского и Н. К. Загряжской.
- Григорий Александрович (1832—1870), статский советник, писатель и издатель, основал журналы «Русское слово» и «Шахматный листок». Был женат с 1859 года на Любови Ивановне Голубцовой, ур. Кролль (1835—13.04.1900; Канны)[11], в первом браке Пенкаржевской.
- Любовь Александровна (27.02.1833[12]—1917), родилась в Петербурге, крещена 6 апреля 1833 года в Сергиевском соборе при восприемстве дяди графа Г. Г. Кушелева, брата Григория, бабушки княгини В. А. Репниной-Волконской и тетки княжны Варвары. Фрейлина, статс-дама, с 1896 года кавалерственная дама. Была замужем с 1852 года за графом Алексеем Ивановичем Мусиным-Пушкиным (1825—1879); за бездетной смертью её братьев — графов Григория и Николая Кушелевых-Безбородко, попечительство над Нежинским высшим учебным заведением перешло в род графов Мусиных-Пушкиных.
- Николай Александрович (1834—1862), коллекционер, создал картинную галерею, завещанную Академии художеств. Был женат на Елизавете Ивановне Шупинской, ур. Базилевской (1839—1923).

Дети
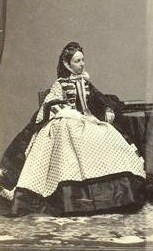
Варвара Александровна
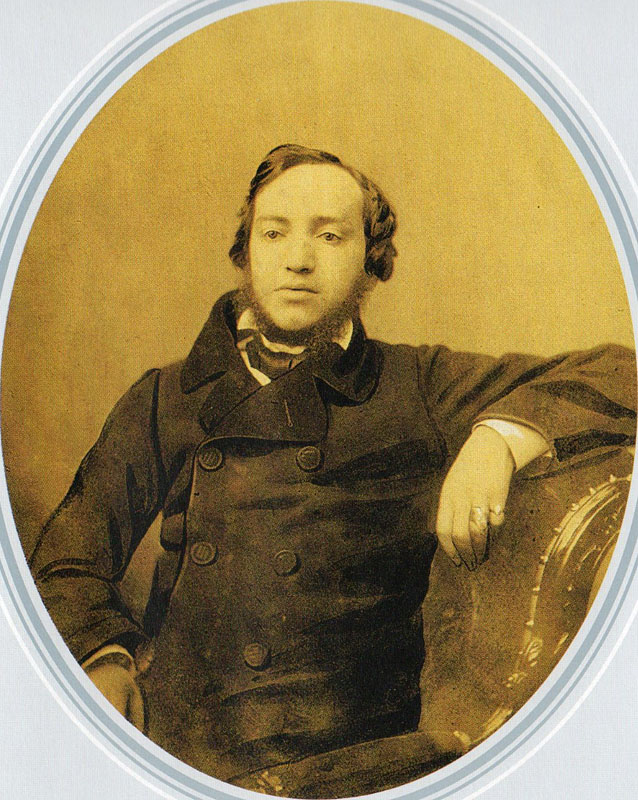
Григорий Александрович
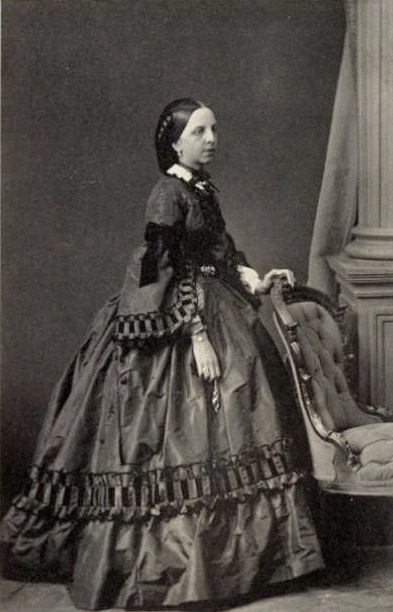
Любовь Александровна
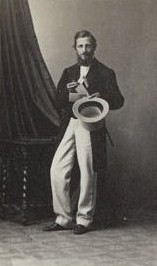
Николай Александрович